# Прокудина, Анастасия Анатольевна
Анастасия Анатольевна Прокудина (родилась 17 декабря 1995 в Прокопьевске) — российская регбистка. Мастер спорта России международного класса (6 июня 2019).

## Биография
До 2012 года занималась дзюдо и самбо, прежде чем стать регбисткой. Регби занималась в ДЮСШ №3 г. Прокопьевск, выступала за команду «Прокопчанка», в составе которой выиграла в 2013 году чемпионат России по регби-7 среди молодёжных команд. Позже стала игроком РЦСП по ИВС и «Кубани». В 2017 году в составе «Кубани» выиграла международный турнир в ОАЭ по регби-7: кубанский клуб на пути к победе взял верх над клубами из Новой Зеландии, Германии, Египта, Швейцарии и Уэльса (Ponty Butchers). С 2021 года игрок ЦСКА.
В составе сборной России по регби-7 выиграла чемпионат Европы в 2018 году и сыграла на Кубке мира в Сан-Франциско. В предшествующий этому год из-за травмы Анастасия не привлекалась часто на этапы Мировой серии по регби-7.
16 июля 2024 года объявила о завершении игровой карьеры.